# Esbjerg Kunstmuseum
Esbjerg Kunstmuseum är ett danskt konstmuseum för modern konst och samtidskonst i Esbjerg på Jylland, som ligger i samma hus som Musikhuset Esbjerg i Esbjerg bypark. 
Esbjerg Kunstmuseum grundades 1910 som Esbjerg Kunstforening. År 1927 fick konstföreningen sina första lokaler i Esbjerg Bibliotek. På 1930-talet påbörjades en radikal inköpspolitik med förvärv av verk av konstnärer som Harald Giersing, Edvard Weie och Vilhelm Lundstrøm.
År 1962 flyttade museet in i den nybyggda Kunstpavillon i stadsparken, som ritades av Jytte och Ove Tapdrup. Sedan 1997 är det en del av ett utbyggt kulturcentrum som också innefattar Musikhuset Esbjerg.
Konstmuseet inrymmer bland annat verk av Richard Mortensen och Robert Jacobsen. Från 1997 omfattar samlingarna också internationell konst.